# Sasa tenuifolia
Sasa tenuifolia är en gräsart som beskrevs av Takenoshin Nakai. Sasa tenuifolia ingår i släktet sasabambu, och familjen gräs. Inga underarter finns listade i Catalogue of Life.